# Ole Brøkner
Ole Brøkner (født 2. januar 1945) er en dansk politiker fra Det Konservative Folkeparti, som i perioden 2002-2006 var borgmester i den tidligere Hammel Kommune. Brøkner er direktør for sit eget rådgivningsselskab indenfor ledelse.

## Politisk karriere
Brøkner blev valgt ind i Hammel kommunalbestyrelse ved valget i 1997.